# Cerignale
Cerignale – miejscowość i gmina we Włoszech, w regionie Emilia-Romania, w prowincji Piacenza.
Według danych na rok 2004 gminę zamieszkiwały 224 osoby, 7,2 os./km².